# Paropucha krtkovitá
Paropucha krtkovitá (Myobatrachus gouldii) nebo také hvízdalka Gouldova je druh žáby obývající jihozápadní část Austrálie. Dorůstá délky 4–5 cm, má zavalité tělo, malou hlavu a krátké končetiny bez plovacích blan. Kůže je zrnitá, zbarvená na hřbetě v odstínech šedé až hnědé a na břiše bíle s tmavšími skvrnami. Paropucha krtkovitá obývá polosuchou buš do nadmořské výšky 600 metrů a většinu života tráví zahrabaná v písku, na povrch vylézá pouze po dešti, kdy se samci ozývají hlasitým skřehotáním. Její potravu tvoří výhradně termiti. Je poměrně hojná, její populace se odhaduje na padesát tisíc [zdroj?] jedinců. Vajíčka klade do podzemních nor hlubokých více než jeden metr, vzhledem k nedostatku vody neprochází stadiem pulce a z vajec se rovnou líhnou malé žabky.
Vědecké jméno dostala na počest přírodovědce Johna Goulda. Bývá také nazývána „turtle frog“ pro svoji vizuální podobnost s želvami.